# Congregação das Irmãs Franciscanas Hospitaleiras da Imaculada Conceição

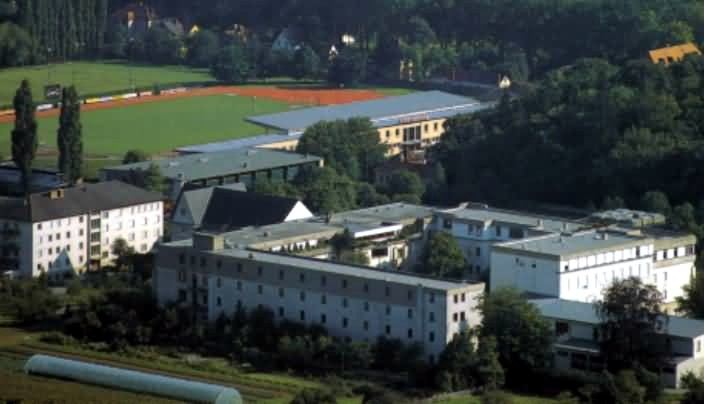
Casa Mãe da Congregação na Áustria (Mutterhaus Österreich)

A Congregação das Irmãs Franciscanas Hospitaleiras da Imaculada Conceição MHM é uma congregação religiosa católica fundada na Áustria (onde é conhecida por Institut der Schulschwestern zu Graz) e que tem como missão principal a educação da infância e da juventude.

## Fundação

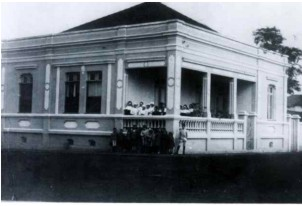
Instituto Baronesa de Rezende.

Esta congregação, que respeita o dogma da Imaculada Conceição, foi fundada em 29 de setembro de 1843, em Graz, com o nome de Irmãs das Escolas Cristãs de Graz (Schulschwestern).
Sua fundadora foi Antônia Maria Lampel, que adotou o nome de Madre Francisca Lampel.

## Carisma e Pedagogia
O seu carisma é: "Viver em constante união com Deus no meio do seu povo".
A sua «pedagogia», que vem de Madre Francisca sua fundadora, é baseada na simplicidade:
"Tornar-se pequena e humilde para que Deus nos possa tomar em suas mãos omnipotentes como instrumentos na educação das crianças."

## Missão
- Trabalhos com crianças e jovens, em colégios e lares, em meio-aberto;
- Trabalhos com idosos e pessoas carentes;
- Trabalhos em hospitais;
- Trabalhos em missões e comunidades inseridas.

## Países de atuação
- África do Sul
- Albânia
- Alemanha
- Áustria
- Croácia
- Costa do Marfim
- Eslovênia
- Estados Unidos da América
- França
- Kosovo
- Montenegro
- Brasil

São Paulo -  em Araraquara, Barretos, Catanduva, Ibaté, Ribeirão Preto, Piracicaba, São Paulo;
Santa Catarina - em Gaspar;
Minas Gerais - em Araxá;
Goiás - em Sítio D'Abadia.

## Condecorações
- Membro-Honorário da Ordem do Mérito (9 de Junho de 1993)